# TORU

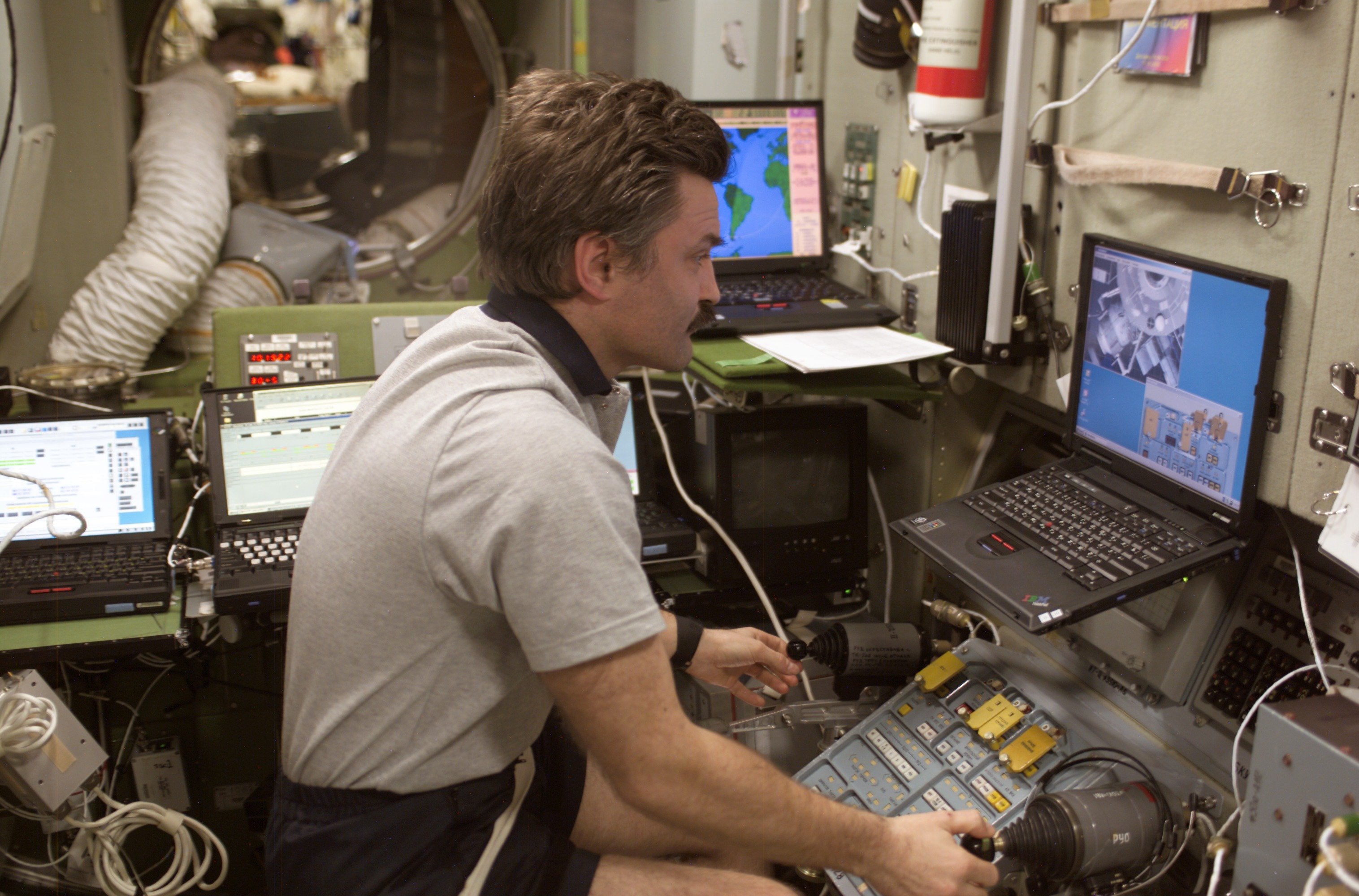
Inżynier pokładowy ISS Aleksandr Kaleri podczas obsługi systemu TORU w oczekiwaniu na przylot statku Progress M1-11

TORU (ros. Телеоператорный Режим Управления, pl. Tryb zdalnego sterowania) – system ręcznego zbliżania zastosowany w rosyjskich pojazdach kosmicznych Sojuz i Progress, używany zamiast automatycznego systemu Kurs. TORU był używany na stacjach Salut i Mir, a obecnie stosowany jest na Międzynarodowej Stacji Kosmicznej.
System TORU składa się z pojedynczego panelu posiadającego 2 drążki sterowe, głośnik i ekran. Ekran pokazuje obraz z kamery zamontowanej na statku cumującym, w celu oceny położenia sondy cumowniczej pojazdu względem stacji. Jeden z drążków sterowych kieruje pracą dysz sterowych odpowiedzialnych za poruszanie się statku, drugi steruje dyszami orientacyjnymi. Głośnik ma charakter alarmu, mówiącego o błędzie podczas sterowania np. zbyt duże przesunięcie od celu, nieunikniona kolizja i inne.
Opinia publiczna o systemie TORU dowiedziała się w czerwcu 1997 r. Doszło wtedy do kolizji statku Progress M-34 ze stacją Mir. Jeden z jej modułów, Spektr, został rozhermetyzowany, uszkodzone zostały również system kontroli położenia oraz zasilanie.